# Der Lohn der Mutigen
Der Lohn der Mutigen (Originaltitel: None But the Brave)  ist ein Kriegsfilm aus dem Jahr 1965. Der Film, die erste und einzige Regiearbeit von Frank Sinatra, war die erste US-amerikanisch-japanische Co-Produktion.

## Handlung
Der japanische Leutnant Kuroki schreibt ein Tagebuch für seine Frau. Er schildert wie seine Einheit auf einer pazifischen Insel strandet. Es gibt keinerlei Verbindung zur japanischen Flotte. Kuroki befiehlt seinen Männern, ein Boot für ihre Flucht zu bauen.
Ein amerikanisches Flugzeug stürzt auf der Insel ab. Ein Zug US-Soldaten unter Captain Bourke kann sich aus dem Wrack befreien. Unter den Soldaten sind Sergeant Bleeker, 2nd Lieutenant Blair und der Arzt Malloy. Schnell erfahren beide Seiten von der Anwesenheit des Feindes. Die Spannungen nehmen schnell zu und es kommt zu einem Kampf um das japanische Boot, bei dem es zerstört wird. Einer der Japaner ist schwer verwundet. Beide Seiten vereinbaren einen Waffenstillstand. Koruki bietet den Amerikanern Wasser an. Als Gegenleistung soll sich der Arzt um den verwundeten Japaner kümmern.
Der Waffenstillstand bringt es mit sich, dass beide Parteien Seite an Seite leben. Eine gezogene Linie, die jeden Übertritt verbietet, dient als Grenze. Langsam bilden sich Respekt, Zusammenarbeit und schließlich Freundschaft heraus. Die US-Soldaten bringen Funkkontakt zu ihrer Flotte zu Stande. Ein Boot der Navy soll sie aufnehmen. Bourke fordert die Japaner auf, sich zu ergeben. Als die Amerikaner zum Strand ziehen, kommt es zwischen beiden Parteien zum Kampf. Zwar sind weder Amerikaner noch Japaner willens, aufeinander zu schießen, dennoch beginnen die Japaner in Anbetracht ihrer ausweglosen Lage die Schießerei. Die Amerikaner schießen zur Verteidigung zurück. Alle Japaner und viele der Amerikaner kommen ums Leben. Nur fünf der Amerikaner, Bourke, Bleeker, Blair, Malloy und der Soldat Craddock, überleben das Gefecht. Sie warten auf das rettende Boot.

## Kritik
Das Lexikon des internationalen Films bezeichnet den Film als „[g]estalterisch wie inhaltlich wenig überzeugender Film über Sinnlosigkeit des Krieges.“
Die Filmzeitschrift Cinema befand den Film als „respektabel, aber nicht überzeugend.“
Bosley Crowthers von der New York Times bemängelte das Fehlen von kreativen Elementen und die zahlreichen Klischees.
Auch der Evangelische Filmbeobachter hält nicht viel von dem Streifen: „Die anfänglich wohl beabsichtigte desillusionierende Wirkung des Krieges schlägt am Ende doch wieder, wie in ähnlichen US-Produktionen, in eine Heroisierung einer an sich sinnlosen Handlungskonstellation um. Überflüssig.“

## Hintergrund
Der auf Hawaii gedrehte Film wurde am 24. Februar 1965 in den USA uraufgeführt. In Deutschland kam er am 20. Mai des gleichen Jahres in die Kinos.
Produziert wurde der Film von Warner Bros. (USA) und Tōhō (Japan).
Die Dialoge der japanischen Schauspieler wurden nicht synchronisiert und wurden mit, zu dem Zeitpunkt unüblichen, Untertiteln übersetzt.